# Kuropole (rejon postawski)
Kuropole (biał. Кураполле; ros. Курополье) – agromiasteczko na Białorusi, w obwodzie witebskim, w rejonie postawskim, w sielsowiecie Kuropole.

## Historia
W czasach zaborów w gminie Postawy, w powiecie dzisieńskim, w guberni wileńskiej Imperium Rosyjskiego.
W dwudziestoleciu międzywojennym wieś leżała w Polsce, w województwie wileńskim, w powiecie duniłowickim, od 1926 w powiecie dziśnieńskim, w gminie Postawy.
Według Powszechnego Spisu Ludności z 1921 roku zamieszkiwało tu 437 osób, 11 było wyznania rzymskokatolickiego, 420 prawosławnego, 1 staroobrzędowego a 5 mojżeszowego. Jednocześnie 10 mieszkańców  zadeklarowało polską przynależność narodową, 420 białoruską, 5 żydowską a 1 inną. Były tu 82 budynki mieszkalne. W 1931 w 85 domach zamieszkiwało 430 osób.
Wierni należeli do parafii rzymskokatolickiej i prawosławnej w Postawach. Miejscowość podlegała pod Sąd Grodzki w Postawach i Okręgowy w Wilnie; mieścił się tu urząd pocztowy który obsługiwał znaczną część gminy Postawy.
W 1938 roku miejscowość należała do gromady Dzietkowo gminy Postawy.
Po agresji ZSRR na Polskę w 1939 roku wieś znalazła się w granicach BSRR. W latach 1941–1944 była pod okupacją niemiecką. Następnie leżała w BSRR. Od 1991 roku w Republice Białorusi.

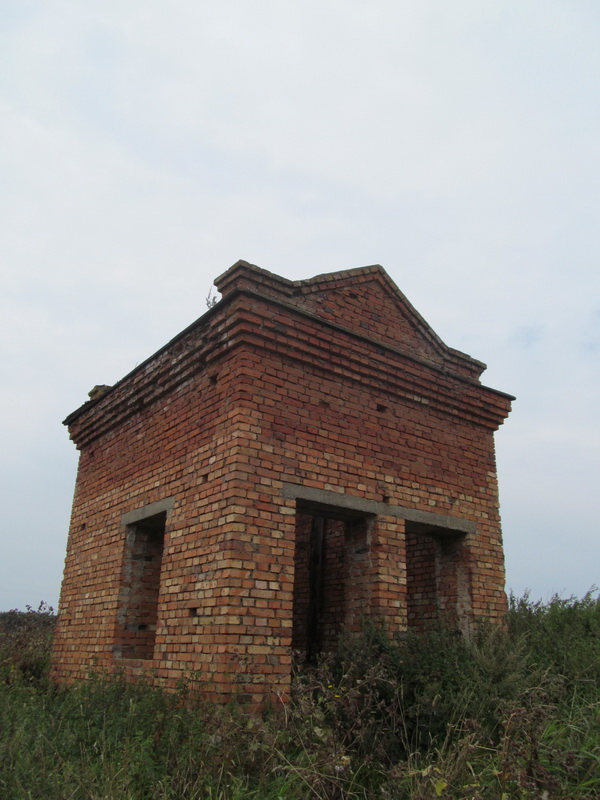
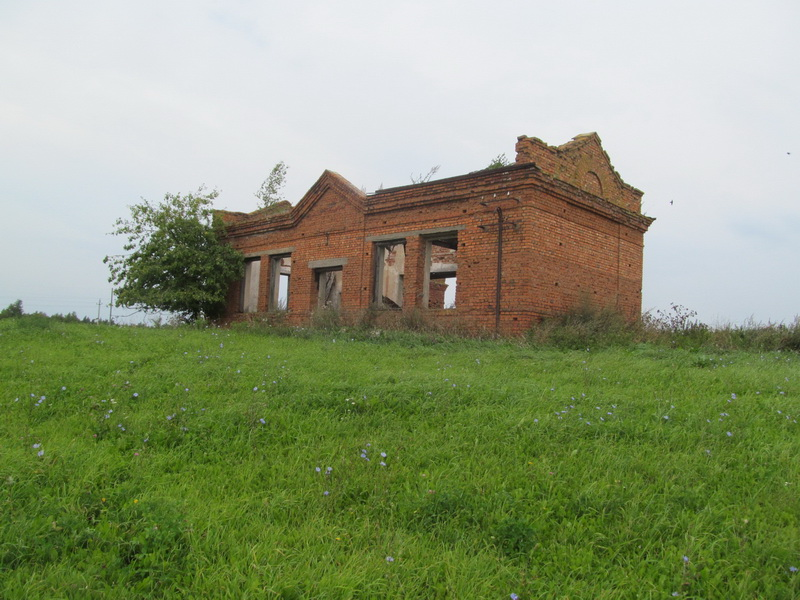
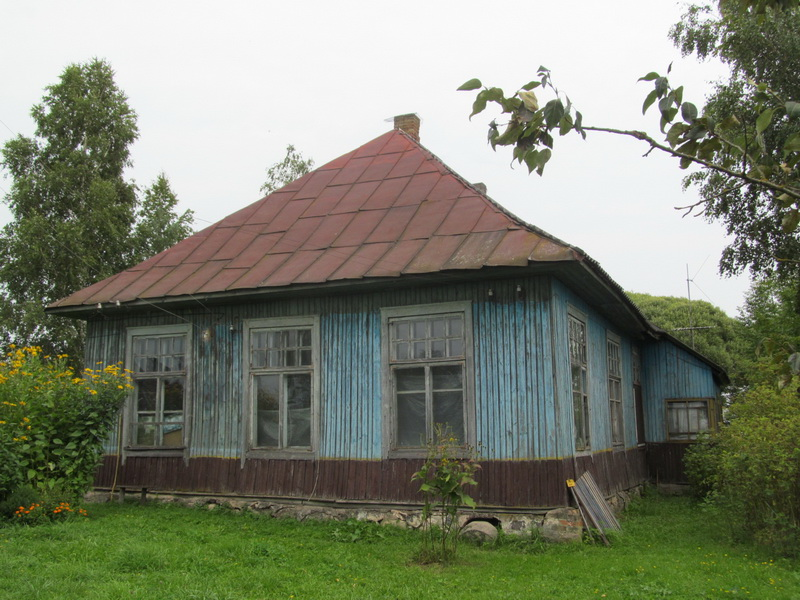